# Plaine (Ternin)
Die Plaine ist ein kleiner Fluss in Zentral-Frankreich, der in den Départements Côte-d’Or und Saône-et-Loire der Region Bourgogne-Franche-Comté nördlich der Stadt Autun verläuft.

## Geographie

### Verlauf
Die Plaine entspringt im südwestlichen Gemeindegebiet von Saint-Martin-de-la-Mer, schlägt anfangs einen Bogen über Nord. entwässert dann generell Richtung Süden durch den Regionalen Naturpark Morvan und mündet nach insgesamt rund 17 Kilometern bei Chissey-en-Morvan als linker Nebenfluss in den Ternin. Die Plaine nähert sich im Oberlauf, bei Liernais, auf einer kurzen Strecke der bereits stillgelegten Bahnstrecke Cravant-Bazarnes–Dracy-Saint-Loup.

### Orte am Fluss
(Reihenfolge in Fließrichtung)
- Les Plaines de la Mer, Gemeinde Saint-Martin-de-la-Mer
- La Mer, Gemeinde Saint-Martin-de-la-Mer
- Vèvres, Gemeinde Liernais
- Jonchère, Gemeinde Blanot
- Blanot
- Effours, Gemeinde Blanot
- Chissey-en-Morvan